# آلن گارسیا
آلن گارسیا (انگلیسی: Alan García؛ زاده ۲۳ مهٔ ۱۹۴۹ – درگذشته ۱۷ آوریل ۲۰۱۹) سیاست‌مدار اهل پرو و رئیس‌جمهور سابق پرو بود. وی دو دوره رئیس‌جمهور پرو بود.
او چند دهه رهبر حزب اتحاد انقلابی مردمی آمریکا (آپریستا) در پرو و نخستین شخصی بود که از این حزب به مقام ریاست جمهوری رسید. او در میان سال‌های ۱۹۸۵ تا ۱۹۹۰ به عنوان یک ملی‌گرا رئیس‌جمهور شد و سپس با تغییر موضع خود به عنوان حامی نظام بازار آزاد دوباره در سال ۲۰۰۶ برای یک دوره پنج ساله به ریاست جمهوری رسید.
گارسیا در پرونده فساد مالی مربوط به شرکت ساختمانی برزیلی «اودبرشت» تحت پیگرد قرار گرفت. این پرونده بزرگترین رسوایی فساد مالی در تاریخ معاصر آمریکای لاتین است. وی سال ۲۰۱۶ اعتراف کرد که با پرداخت رشوه توانسته‌است در یک مناقصه سودآور در منطقه آمریکای لاتین برنده شود. گارسیا که پس از جلوگیری از فرارش از کشور، ممنوع‌الخروج شد، از اروگوئه درخواست پناهندگی سیاسی کرد که مقام‌های آن کشور تقاضای او را رد کردند.
آلن گارسیا در ۱۷ آوریل ۲۰۱۹ با شلیک گلوله اقدام به خودکشی کرد در حالی‌که مأموران پلیس به دنبال وی بودند تا او را به دلیل مسائل مربوط به رسوایی اودبرشت بازداشت کنند. پس شلیک به خود، وی به بیمارستان منتقل شد و تحت عمل جراحی قرار گرفت، اما تلاش پزشکان برای نجات وی بی‌نتیجه ماند و در بیمارستانی در پرو از دنیا رفت.
مارتین ویسکارا رئیس‌جمهوری پرو در توئیتر خود نوشت: از دنیا رفتن رئیس‌جمهوری پیشین مرا ناراحت کرد، این واقعه را به خانواده و دوستدارانش خالصانه تسلیت می‌گویم.

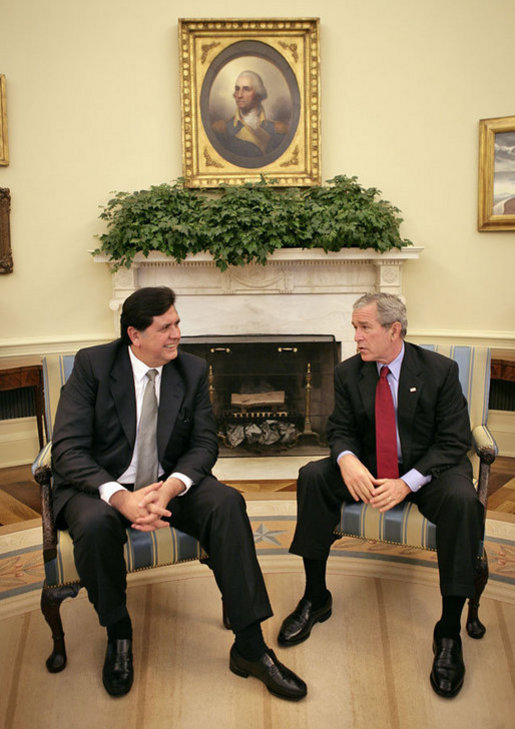
آلن گارسیا در کنار جورج بوش در سال ۲۰۰۶م.